# Семёнов, Павел Николаевич
Павел Николаевич Семёнов (1 апреля 1967, Химки) — советский и российский футболист и игрок в мини-футбол, нападающий и полузащитник.

## Биография
Воспитанник футбольной школы московского «Динамо».
В соревнованиях мастеров дебютировал в 22-летнем возрасте в 1989 году в составе анапского «Спартака» во второй лиге. В дальнейшем выступал в низших дивизионах СССР и России в составе клубов «Ока» (Коломна), «Рубин» (Казань), «Торпедо» (Мытищи), «Вымпел» (Королёв), «Спартак» (Щёлково), «Торгмаш» (Люберцы).
В сезоне 1992/93 играл в словацкой футбольной лиге (первый дивизион Чехословакии) за «Слован Дусло» (Шаля).
В 1990-е годы также играл в мини-футбол, выступал за клубы высшей лиги чемпионата России — московские «Спартак», «Минкас», якутский «Сахаинкас». Становился серебряным призёром чемпионатов СНГ и России.